# Chiara Banchini
Chiara Banchini (née le 7 octobre 1946 à Lugano en Suisse) est une violoniste et cheffe d'orchestre spécialisée dans la musique baroque.

## Biographie
Elle étudie d'abord le violon classique avec Corrado Romano (1920-2003) et obtient un Prix de virtuosité au Conservatoire de musique de Genève. Elle reçoit ensuite l'enseignement de Sándor Végh (1912-1997). En 1975, Nikolaus Harnoncourt l'oriente vers la version baroque de l'instrument. Suivant l'enseignement de Sigiswald Kuijken, elle obtient ainsi le diplôme de soliste au Conservatoire de La Haye. Dans les années qui suivent, elle joue avec La Petite Bande, ensemble dirigé par Sigiswald Kuijken.
En 1977, elle ouvre la première classe de violon baroque du Centre de Musique Ancienne de Genève. De 1991 à 2010, Chiara Banchini enseigne le violon baroque à la Schola Cantorum de Bâle. Ce sont deux de ses élèves, Amandine Beyer et Leila Schayegh, qui lui succèdent. Plusieurs de ses élèves, tels Enrico Gatti, Amandine Beyer, Stéphanie Pfister, Hélène Schmitt, David Plantier, Olivia Centurioni ou encore Leila Schayegh, ont participé à ses enregistrements, avant de fonder, pour certains d'entre eux, leur propre ensemble.
En 1978, elle réunit un groupe de musiciens actifs en Suisse (Christiane Jaccottet, Gabriel Garrido, Ariane Maurette, Philippe Huttenlocher, Guy Bovet...) et en Europe pour donner, sous la direction de Philippe Corboz, L'Orfeo de Monteverdi à Genève et à Neuchâtel, première exécution sur instruments anciens en Suisse, après les représentations données à l'Opéra de Zurich par Nikolaus Harnoncourt.
En 1981, elle fonde l'Ensemble 415, orchestre spécialisé dans la musique baroque. Le succès s'installe rapidement et l'ensemble jouit bientôt d'une excellente réputation internationale. Chiara Banchini a une importante activité d’enregistrement. Elle grave plusieurs dizaines de CD, que ce soit avec son ensemble 415 (Mozart, Corelli, Muffat, Vivaldi, Sammartini, etc.) ou dans le répertoire de la sonate (Mozart, Schobert, Vivaldi, Corelli, Bonporti, etc.). Elle réalise notamment, avec la codirection de Jesper Christensen, le premier enregistrement des Concerti Grossi op. 6 d'Arcangelo Corelli avec un grand orchestre baroque de quarante musiciens, enregistrement qui a été couronné d'un Diapason d'or, à l'instar de plusieurs autres de ses disques (notamment ceux dédiés à Albinoni, Rameau, Tartini, Muffat et Bonporti). Plusieurs de ses autres enregistrements ont été couronnés par d'autres distinctions, tels le "Preis des Deutschen Schallplattenkritik" (Bonporti), le Prix de l’Académie Charles Cros (Bononcini), ou un Choc du Monde de la musique (Vivaldi).
L'Ensemble 415 donna son grand concert d'adieu en janvier 2012 à Bâle, avec plus de 60 musiciens, tous anciens membres de l'ensemble,.
Elle participe également à des enregistrements marquants avec d'autres ensembles ; c'est ainsi que, sous la direction de Jordi Savall, elle s'associe à Monica Huggett, Ton Koopman, Hopkinson Smith et Stephen Preston pour enregistrer Les Nations de François Couperin. De même, en compagnie d’Alison Bury, Elizabeth Wallfisch et John Holloway, elle grave avec les Taverner Players, sous la direction d’Andrew Parrott, l'enregistrement de concertos de Vivaldi, dont Les Quatre Saisons. Toujours avec John Holloway, elle enregistre les sonates pour deux violons sans basse (op. 3 et 12) de Jean-Marie Leclair.
Bien que formée par les écoles hollandaise et belge de la musique baroque, Chiara Banchini a développé un jeu plus personnel, aussi bien en soliste qu'avec son orchestre, fondé sur un son riche, puissant et chaleureux, donnant à la phrase musicale un lyrisme particulièrement adapté au répertoire italien auquel elle a consacré de nombreux enregistrements (Corelli, Vivaldi, Tartini, Valentini, Albinoni, Boccherini, Sammartini, Bononcini, Bonporti et autres).
En septembre 2021, elle a reçu le Prix suisse de la culture (catégorie musique) attribué par l'Office fédéral de la culture.
Après avoir joué plusieurs années sur un violon attribué à Lorenzo Storioni de 1780, elle joue depuis 1995 sur un violon attribué à Niccolò Amati de 1674. Son premier enregistrement sur cet instrument est celui qu'elle a consacré aux concertos pour violon de Tartini.
Elle est l'épouse de l'écrivain Daniel de Roulet.

## Discographie sélective
- Boccherini, Stabat Mater pour soprano et cordes (version 1781) ; Quintettes pour violon et cordes - Agnès Mellon, soprano ; Ensemble 415 ; Chiara Banchini, violon et direction (avril 1991, Harmonia Mundi) (OCLC 25383824)
- Tartini, Concerti per violini, archi e basso continuo - Ensemble 415 ; Chiara Banchini, violon solo et direction (décembre 1994, Harmonia Mundi) (OCLC 906568480)
- Vivaldi, Stabat Mater - Andreas Scholl, contre-ténor ; Ensemble 415, Chiara Banchini, violon et direction (juin 1995, Harmonia Mundi) (OCLC 54891549)
- Rameau, Pièces de clavecin en concerts - Chiara Banchini (violon), Françoise Lengellé (clavecin), Marianne Muller (viole de gambe) (novembre 1999, Lindoro) (OCLC 56919122)
- Corelli, Concerti grossi "da chiesa" et "da camera" op. 6, pour violon(s), violoncelle(s), cordes et basse continue (clavecin(s), orgue de chambre, archiluth(s), chitarrone) - Ensemble 415, dirigé par Chiara Banchini au violon baroque et par Jesper Christensen, clavecin (octobre 2001, 2CD Harmonia Mundi) (OCLC 491633587)
- Valentini, Concertos pour violon, cordes et continuo (clavecin) - Ensemble 415 ; Chiara Banchini, violon baroque et direction (2002, Zig-Zag Territoires) (OCLC 605930754)
- Geminiani, Concerti grossi d'après les sonates pour violon et continuo (clavecin ou orgue) op. 5 de Corelli ; Concerto grosso sur le thème de La Follia pour violon, violoncelle, cordes et basse continue (archiluth, orgue et/ou clavecin) - Ensemble 415 ; Chiara Banchini, violon baroque et direction (février/septembre 2003, Zig-Zag Territoires) (OCLC 811646226)
- Albinoni, Sinfonia a cinque opus 2 - Ensemble 415 ; Chiara Banchini (26-30 mai 2008, Zig-Zag Territoires) (OCLC 811456545)